# Казадаєвська сільська рада
Казада́євська сільська рада (рос. Казадаевский сельский совет) — муніципальне утворення у складі Стерлітамацького району Башкортостану, Росія. Адміністративний центр — село Нове Барятіно.

## Населення
Населення — 1752 особи (2019, 1718 в 2010, 1666 в 2002).

## Склад
До складу поселення входять такі населені пункти:
| Населений пункт      | Населення, осіб (2002) | Населення, осіб (2010) |
| -------------------- | ---------------------- | ---------------------- |
| Асаво-Зубово, село   | 277                    | 137                    |
| Восточний, присілок  | 11                     | 17                     |
| Казадаєвка, присілок | 41                     | 51                     |
| Кармаскали, село     | 603                    | 593                    |
| Мар'євка, присілок   | 33                     | 56                     |
| Муравей, присілок    | 179                    | 218                    |
| Нове Барятіно, село  | 496                    | 613                    |
| Старе Барятіно, село | 26                     | 33                     |